# 西农集团
西农集团是澳大利亚最大的零售商之一，公司成立于1914年，其股票于1984年在澳交所上市交易（代码WES)，目前是标普/澳交所50指数的成份股，总部位于西澳大利亚的首府珀斯。 西农集团是澳洲最大的私营雇主，在全国范围内拥有超过10万员名工, 股东基数约49.5万。截至2018年12月，公司市值约为361.47亿。
西农集团产业范围覆盖各个领域，包括零售（Bunnings、Officework、Target以及Kmart）、能源化肥、劳保产品及工业部门，公司于2018年12月出售其煤炭资产Bengalla，完成在煤炭工业领域的战略性退出。
2007年7月2日，西农集团宣布其将要以220亿澳元的价格收购Coles集团的零售业务Coles超級市場。这笔收购成为了澳洲企业史上最大的一笔成功的收购案。 在支付了大约200亿澳元后，西农集团于2007年11月23日正式掌控Coles。
2018年11月，西农正式将COLES业务拆分，COLES 于2018年11月29日在澳交所上市，其证券以代码COL交易。